# Guerra di mafia di Corleone
(Vito Ciancimino, citato in Attilio Bolzoni, Parole d'onore, 2008)
La guerra di mafia di Corleone fu un conflitto armato che vide contrapposti la banda di Luciano Liggio contro gli uomini del capomafia Michele Navarra.

## Storia del conflitto
Michele Navarra fu all'epoca il capomafia più potente di Corleone. Nel 1945 fu nominato da suo cugino Angelo Di Carlo come nuovo capo della cosca, sostituendo Calogero Lo Bue. Nell'immediato dopoguerra Navarra era medico condotto di Corleone, medico fiduciario dell'INAM e caporeparto di medicina interna dell'ospedale di Corleone. Nel 1946, dopo l'omicidio del direttore dell'ospedale Carmelo Nicolosi per mano ignota, Navarra occupò anche quella carica, prima come reggente e poi, dal 1948, come titolare. Tra gli anni 1940 e 1950, Luciano Liggio, detto Lucianeddu, sarà al servizio di Navarra, del quale sarà il braccio destro. Il 10 marzo del 1948 Navarra ordina l'uccisione del sindacalista Placido Rizzotto, ucciso per mano del mafioso Luciano Liggio il quale si volle vendicare di uno sgarro che il Rizzotto gli aveva fatto durante una rissa tra sindacalisti e uomini di Navarra, in seguito fu ucciso da Michele Navarra anche il giovane contadino Giuseppe Letizia il quale assistette all'uccisione di Rizzotto.  Nel 1956, però, Liggio costituì a Corleone la società armentizia di Piano della Scala, come copertura alla sua attività di furto e macellazione illegale del bestiame rubato. Questo divenne il centro operativo delle attività di Liggio e della sua banda, la quale cominciò a mettere in discussione il potere di Navarra. La cosa non passò inosservata e Navarra, infastidito dall'arroganza e dalla crescente indipendenza di Leggio, decise di eliminarlo. Il 24 giugno 1958, verso le sette del mattino, un commando armato fece irruzione nel casale dove erano riuniti Liggio e i suoi: il primo venne ferito di striscio alla mano, tutti gli altri restarono incolumi.

### Omicidio di Michele Navarra
Luciano Liggio decise così l'uccisione del boss di Corleone. Il 2 agosto 1958, verso le 15:00, nella contrada Portella Imbriaca, agro di Palazzo Adriano, al 15esimo chilometro della Provinciale Prizzi-Corleone, 7 sicari armati con mitre Thompson, Breda calibro 6,35 mm e tre pistole automatiche crivellarono con 124 colpi la Fiat 1100 sulla quale viaggiava Navarra con il medico Giovanni Russo vittima innocente.

### Presa del potere da parte della banda diLucianeddu
Dopo l'uccisione del capomafia di Corleone, la banda di Lucianeddu decise di uccidere tutti gli affiliati alla cosca di Navarra, adesso sotto il comando del suo vice, Antonino Governale meglio conosciuto come "Funcidda". Il 6 settembre 1958 viene compiuta la strage del bastione San Rocco. Salvatore Riina diede appuntamento a Pietro Mauri e ai fratelli Giovanni e Marco Marino fingendo di accordare una pace tra gli ex di Navarra e gli uomini di Liggio per tenderli in un’imboscata presso il bastione San Rocco di Corleone, i tre furono uccisi dai mafiosi Bernardo Provenzano e Calogero Bagarella. Tuttavia, altri membri del clan Navarra erano appostati nei paraggi e la situazione degenerò in un aperto conflitto a fuoco, con gli uomini di Liggio e di Navarra che si inseguivano e sparavano per le strade. In questa occasione, Bernardo Provenzano venne leggermente ferito da un proiettile alla testa da Antonino Governale, ma riuscì in seguito a riprendersi dopo aver ottenuto assistenza medica. Il 13 ottobre 1958 fu ucciso Carmelo Lo Bue prima della sua partenza verso gli USA. Le sparatorie continuarono, con le due fazioni che controllavano aree diverse del paese, ma si andarono via via moltiplicando i casi di lupara bianca, soprattutto nei confronti dei membri della fazione Navarra, cosa che porterà ai leader di entrambe le fazioni a dormire in luoghi remoti con il timore di essere trovati e uccisi. L'11 febbraio 1961, Vincenzo Cortimiglia fu ucciso dagli uomini di Liggio, e in questa sparatoria venne anche ucciso Salvatore Provenzano, fratello del più noto Bernardo. Il 10 aprile dello stesso anno gli uomini di Liggio riescono finalmente a uccidere Antonino Governale insieme al suo collaboratore Giovanni Trombadore: i due vengono attirati in un tranello da Francesco Troncale, boss mafioso di Bisacquino, e i loro corpi verranno fatti sparire. Questa tecnica del tradimento e della sparizione dei cadaveri diventerà il modus operandi principale del gruppo negli anni a venire. Il 3 luglio del 1962 toccò poi a Paolo Riina il quale assistette all'uccisione di Cortimiglia. Dopo la morte di Governale, il comando della cosca fu presa da Francesco Paolo Streva, temibile killer ambidestro, ma dopo essere sfuggito ad un attentato il 10 luglio, anche lui finì ucciso il 10 settembre 1963, insieme ai suoi uomini Biagio Pomilla e Antonio Piraino. Dopo la morte di Streva, Liggio e i suoi uomini presero finalmente il controllo di Corleone, e proprio in questo periodo, cominciarono a frequentare Palermo e parteciparono all'affare del sacco di Palermo, ma poco dopo scoppiò la prima guerra di mafia tra i Greco di Ciaculli e i La Barbera di Palermo Centro.

## Processi
Il clamore suscitato dagli omicidi commessi a Corleone si inserì nello scandalo determinato dalla strage di Ciaculli (30 giugno 1963), in cui rimasero uccisi sette uomini delle forze dell'ordine, la quale indusse le autorità dell'epoca a prendere severi provvedimenti: nel giro di pochi mesi, furono catturati Luciano Liggio, latitante dal 1948 e preso presso l'abitazione dell'ex fidanzata di Placido Rizzotto, e il suo luogotenente Salvatore Riina ma anche altri pericolosi criminali finirono in manette (soltanto Calogero Bagarella e Bernardo Provenzano rimasero latitanti). Con le sentenze-istruttorie del 14 agosto 1965 e del 13 ottobre 1967, il giudice Cesare Terranova rinviò a giudizio 64 imputati, tutti originari di Corleone ed appartenenti alle bande di Liggio e Navarra, con le accuse di associazione a delinquere, omicidio, tentato omicidio, furto ed altro, relative alla guerra di mafia scoppiata a Corleone. Nel 1966, insieme al vicequestore di Palermo, Angelo Mangano, Terranova aveva raccolto le confessioni di un testimone d'eccezione, uno dei primissimi collaboratori di giustizia, Luciano Raia, in passato gregario al servizio del dottor Navarra insieme ai suoi fratelli.

Il processo contro la mafia di Corleone venne trasferito a Bari per legittima suspicione e si concluse il 10 giugno 1969: il pubblico ministero Domenico Zaccaria non riuscì a ottenere i 3 ergastoli e i 300 anni di carcere chiesti nella requisitoria e la sentenza finale emise ben 64 assoluzioni per insufficienza di prove (Salvatore Riina fu condannato solo per il furto di una patente), demolendo del tutto l'impianto accusatorio tracciato in istruttoria: nelle 307 pagine della motivazione di una sentenza destinata a fare scuola per almeno dieci anni, i giudici della I sezione della Corte d'Assise di Bari dichiaravano di non negare l'esistenza della mafia, tuttavia "l'equazione tra mafia e associazione a delinquere, su cui hanno insistito gli inquirenti e si è esercitata la capacità dialettica del magistrato istruttore, è priva di apprezzabili conseguenze sul piano processuale". Uno dei principali testimoni della pubblica accusa, Luciano Raia, rifiutò di essere interrogato in aula perché ricoverato in un ospedale psichiatrico (forse indotto a simulare la pazzia) e perciò le sue accuse furono considerate inattendibili perché ritenuto un malato di mente e un omosessuale da svariate perizie psichiatriche, oltre che da gente di Corleone che lo conosceva. La sentenza venne considerata scandalosa dalla Commissione parlamentare antimafia e dall'opinione pubblica. Poco dopo la sentenza, il pubblico ministero Zaccaria denunciò la circostanza che il verdetto era stato emesso in un clima di minacce e intimidazioni poiché affermò di aver ricevuto una lettera anonima, firmata con una croce, che venne recapitata anche al presidente Vito Stea e a tutta la giuria riuniti in camera di consiglio che recitava:
Il Consiglio superiore della magistratura indagò sull'operato del Collegio Giudicante ed appurò che i giudici erano stati fatti oggetto di gravi minacce. Il 23 dicembre 1970, al processo di appello, in riforma della precedente sentenza di primo grado, Liggio fu condannato all'ergastolo.

## Nei media
- Nel 1962 il giornalista Gianni Bisiach realizzò per la RAI un reportage dal titolo Rapporto da Corleone, uno dei primi che trattarono il tema della mafia in Sicilia, in cui analizzava con interviste e testimonianze il conflitto mafioso che era scoppiato nella cittadina[19].
- Nel 1969 le vicende della guerra di mafia di Corleone servirono d'ispirazione allo scrittore statunitense Mario Puzo per la scrittura del famoso romanzo Il Padrino, da cui venne tratto l'altrettanto celebre film omonimo, che ha appunto come protagonista la famiglia Corleone originaria di quel paese della Sicilia[20].
- Nella prima puntata della fiction televisiva Il capo dei capi, incentrata sulla vita di Totò Riina e trasmessa da Canale 5 nel 2007, sono raccontate le vicende della guerra di mafia a Corleone.
- Le vicende della guerra di mafia accaduta a Corleone, sono narrate in parte ed in maniera romanzata nella miniserie televisiva L'Ora - Inchiostro contro piombo andata su Canale 5 nel 2022[21].